# Pagasteički zaliv
39° 15′ 00″ N 23° 00′ 00″ E / 39.25000° С; 23.00000° И
Pagasetički zaliv (grč. Παγασητικός κόλπος) je polukružni zaliv sa maksimalnom dubinom od 102 metara u Magnezijskoj regionalnoj jedinici (istočno središnja Grčka) koji je formiran sa strane brda Pelionskog poluostrva. On je povezan s Euboinskim zalivom. Prolaz u Euboinski zaliv je širok oko 4 km. Površina zaliva je 175 km ².

## Mesta u zalivu
U smeru kazaljke na satu redosled bi bio:
- Amalijapolis, Z, luka
- Alos, Z, bez luke
- Almiros, Z, bez luke
- Nea Anhijalos, SZ, luka
- Pagasa, SZ, bez luke
- Demetrijas, SZ, bez luke
- Iolkos, SZ, bez luke
- Volos, S, glavna luka
- Agrija, SI, plaža, luka
- Neohori, I, bez luke
- Argalasti, I, nema luke, plaže (Lefokastro, Kalamos, Horto)
- Milina, JI, bez luke, plaža
- Trikeri, J, beze luke, plaža

## Poreklo naziva
Zaliv je dobio ime od drevnog grada Pagase.